# Black Phone
Série
Black Phone 2
(2025)
Pour plus de détails, voir Fiche technique et Distribution.
Black Phone ou Le Téléphone noir au Québec (The Black Phone) est un film d'horreur américain réalisé par Scott Derrickson et sorti en 2021. Il s'agit de l'adaptation de la nouvelle Le Téléphone noir de Joe Hill, parue en 2004 dans le recueil Fantômes - Histoires troubles.
Il est présenté en avant-première à la Fantastic Fest 2021 puis dans divers festivals dans la même année avant une sortie au cinéma en 2022.
Une suite est prévue en 2025.

## Synopsis
En 1978, un ravisseur et tueur en série — surnommé The Grabber — rôde dans les rues d'une banlieue de Denver, où vivent deux enfants avec leur père violent et alcoolique. Harcelé à l'école et n'ayant qu'un seul ami, Finney Blake se retrouve désemparé lorsque ce dernier disparaît mystérieusement. Sa soeur, Gwendolyn, fait d'étranges rêves qui lui révèlent certains détails de l'enquête, et dit alors à son frère qu'elle aurait vu des ballons noirs ; peu après son père lui interdit d'en parler. Un jour, Finney, rentrant de l'école, croise un homme à côté d'une camionnette noire. Un homme étrange... Un homme possédant des ballons noirs.

## Fiche technique
Sauf indication contraire, les informations mentionnées dans cette section peuvent être confirmées par la base de données cinématographiques IMDb,  présente dans la section « Liens externes ».
- Titre original : The Black Phone
- Titre français : Black Phone
- Titre québécois : Le Téléphone noir
- Réalisation : Scott Derrickson
- Scénario : Scott Derrickson et C. Robert Cargill, d'après la nouvelle Le Téléphone noir (2004) de Joe Hill
- Musique : Mark Korven
- Décors : Patti Podesta
- Costumes : Amy Andrews
- Photographie : Brett Jutkiewicz
- Montage : Frédéric Thoraval
- Production : Jason Blum, Scott Derrickson et C. Robert Cargill
- Sociétés de production : Blumhouse Productions et Crooked Highway
- Société de distribution : Universal Pictures (États-Unis, France)
- Pays de production :  États-Unis
- Langue originale : anglais
- Format : couleur — 2,35:1
- Genres : horreur, thriller
- Durée : 102 minutes
- Dates de sortie :
  - États-Unis : 25 septembre 2021 (avant-première à la Fantastic Fest) ; 24 juin 2022 (sortie nationale)
  - France : 22 juin 2022

## Distribution
- Mason Thames (VFB : Achille Dubois ; VQ : Jacob Lemieux) : Finney Blake
- Madeleine McGraw (VFB : Elena Lebrun ; VQ : Élia St-Pierre) : Gwendolyn Blake
- Ethan Hawke (VFB : Sébastien Hébrant ; VQ : Jean-François Beaupré) : le Faucheur / l'Attrapeur (The Grabber en VO)
- Jeremy Davies (VFB : Pierre Lognay ; VQ : Louis-Philippe Dandenault) : Terrence Blake
- E. Roger Mitchell (VFB : Franck Dacquin) : l'inspecteur Wright
- Troy Rudeseal (VFB : Michel Hinderyckx ; VQ : Olivier Visentin) : l'inspecteur Miller
- James Ransone (VFB : Maxime Donnay ; VQ : Benoît Éthier) : Max
- Sheila O'Rear (VFB : Nathalie Hons ; VQ : Carole Chatel) : la principale Keller
- Miguel Cazarez Mora : Robin Arellano
- Tristan Pravong : Bruce Yamada
- Jacob Moran : Billy Showalter
- Banks Repeta : Griffin Stagg
- Brady Hepner : Vance Hopper
- Rebecca Clarke : Donna
- J. Gaven Wilde : Moose
- Spencer Fitzgerald : Buzz
- Jordan Isaiah White : Matty
- Brady Ryan : Matt

## Production

### Genèse et développement
Scott Derrickson était initialement engagé avec Marvel Studios pour faire la suite de son film Doctor Strange (2016), Doctor Strange in the Multiverse of Madness, quand il décide de faire The Black Phone avec son partenaire C. Robert Cargill. Scott Derrickson étant pris par le film pour Marvel, Cargill décide de chercher d'autres collaborateurs pour faire le film. Finalement, Scott Derrickson lui demande d'attendre qu'il soit disponible pour le réaliser. C. Robert Cargill accepte et promet de l'attendre. Finalement, en janvier 2020, Scott Derrickson abandonne Doctor Strange in the Multiverse of Madness après des divergences avec Marvel. Il se lance alors dans The Black Phone,.
Si le long-métrage est une adaptation d'une nouvelle de Joe Hill (Le téléphone noir paru dans Fantômes - Histoires troubles), Derrickson s'est également inspiré d'autres œuvres culturelles. Il cite en référence Les Quatre Cents Coups, Rosemary’s Baby, L'Échine du Diable et le roman Une prière pour Owen de John Irving.
En octobre 2020, Scott Derrickson est officialisé comme réalisateur de la nouvelle The Black Phone de Joe Hill. Produit par Blumhouse Productions, le film est coécrit par Scott Derrickson et C. Robert Cargill. 

### Attribution des rôles
Les acteurs Mason Thames et Madeleine McGraw sont ensuite annoncés,.
En janvier 2021, Jeremy Davies et Ethan Hawke rejoignent la distribution,. James Ransone rejoint ensuite la distribution.

### Tournage
Le tournage commence le 9 février 2021, sous le faux titre Static. Il a lieu dans les studios EUE/Screen Gems à Wilmington, ainsi que dans les comtés de New Hanover, Brunswick et Columbus.
Les prises de vues s'achèvent le 27 mars 2021.

## Accueil

### Festival et dates de sortie
Le film est présenté en avant-première à la Fantastic Fest d'Austin, le 25 septembre 2021. Il a également projeté dans d'autres festivals comme le festival du film de Tribeca et l'Overlook Film Festival,.
Il sort en salle aux États-Unis dès le 24 juin 2022, distribué par Universal Pictures. Il devait initialement sorti le 28 janvier,,. Le film sera ensuite disponible sur la plateforme Peacock, 45 jours après son premier jour de projection dans les salles américaines.

### Critique
En France, le site Allociné recense une moyenne des critiques presse de 3⁄5.
Les sites Rotten Tomatoes et Metacritic donnent respectivement les notes de 83 % et de 65⁄100,.
Pour Collider, l'apparence de l'Attrapeur ressemble à celle de Lon Chaney dans Londres après minuit[réf. nécessaire].

### Box-office
Le jour de sa sortie en France, le film se place en troisième position du box-office des nouveautés, avec ses 25 416 entrées (dont 8 624 en avant-première), pour 301 copies. Il suit au classement Elvis (57 854) et devance directement la comédie espagnole El buen patrón (12 331). Pour sa première semaine d'exploitation sur le territoire français, il arrive en cinquième position du box-office avec 136 339 entrées, derrière la biographie Elvis (343 596) et devant la comédie française Incroyable mais vrai (78 854). Deux semaines plus tard, Black phone est en 8e position avec 72 372 entrées, derrière la comédie La Traversée (102 309) et devant Decision to Leave (60 344).
| Pays ou région        | Box-office      | Date d'arrêt du box-office | Nombre de semaines |
| --------------------- | --------------- | -------------------------- | ------------------ |
| États-Unis Canada     | 90 123 230 $    | 22 septembre 2022          | 13                 |
| France                | 452 381 entrées | 30 août 2022               | 10                 |
| Total hors États-Unis | 71 317 512 $    | 22 septembre 2022          | 13                 |
| Total mondial         | 161 440 742 $   | 22 septembre 2022          | 13                 |

## Distinctions
- Saturn Awards 2022 : Meilleur film d'horreur